# David Splitgerber

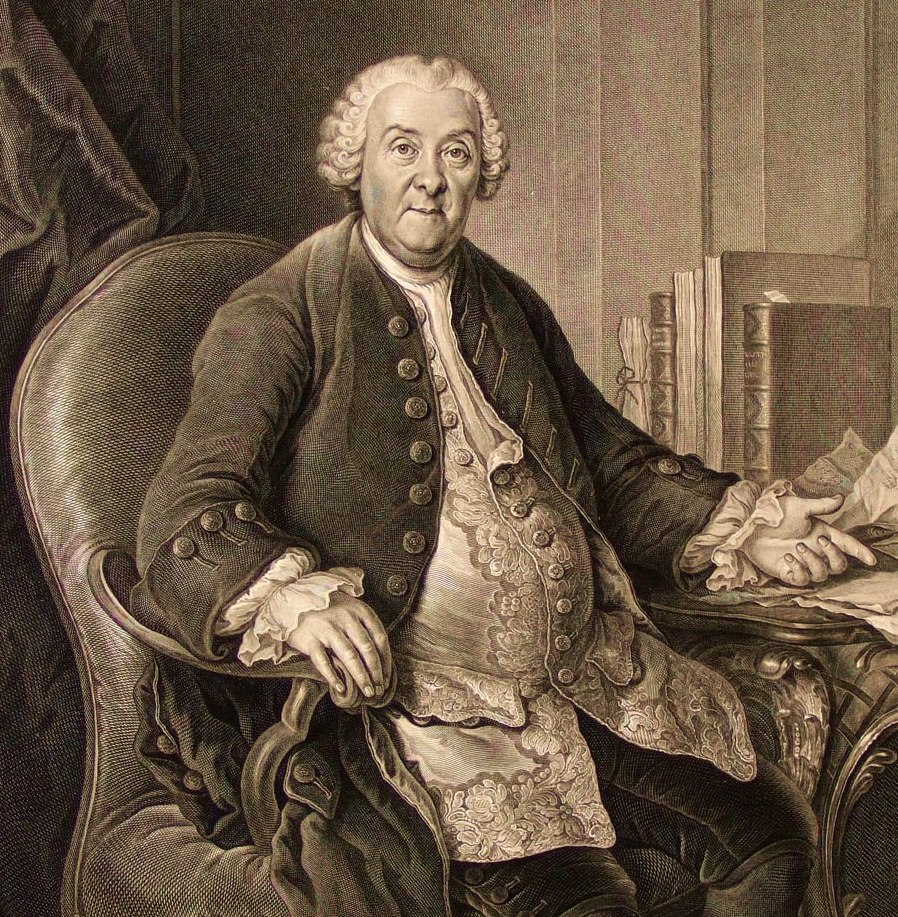
David Splitgerber 1758, Kupferstich von Georg Friedrich Schmidt nach Joachim Martin Falbe

David Splitgerber (auch Splittgerber; * 18. Oktober 1683 in Jacobshagen, bei Stargard, Pommern; † 23. Februar 1764 in Berlin) war ein preußischer Kaufmann, Fabrikant und Bankier. Gemeinsam mit seinem Partner Gottfried Adolph Daum schuf er aus kleinsten Anfängen das seinerzeit größte Wirtschaftsunternehmen in Preußen, das Handelshaus Splitgerber & Daum.

## Herkunft und Familie
Splitgerber erblickte in einer pommerschen Mühle das Licht der Welt. Sein Vater war der Müller und Mühlenbesitzer David Splitgerber (auch Splittgerber, Splittgärber) in Jacobshagen
Der familiäre Zusammenhalt muss ausgeprägt gewesen sein, denn Splitgerber unterstützte einen jüngeren Bruder während des Studiums und bestimmte testamentarisch die Aufnahme seines Neffen David Friedrich Splitgerber in die Geschäftsleitung. Zu einem weiteren Neffen, Johann (John) Christian Splitgerber, der ein Handelshaus in London führte, bestanden Geschäftsbeziehungen. Ein Jahr nach seinem Tod wurde noch eine Unterstützung an die verwitwete Frau Bürgermeisterin Splitgerber in Jacobshagen ausgezahlt. Der einzige Sohn Splitgerbers war der von König Friedrich Wilhelm II. in den erblichen Adelsstand erhobene David von Splitgerber.

## Erste Anfänge
Nach beruflicher Ausbildung in Stettin erhielt Splitgerber beim angesehenen Kaufmann Gottfried Gregory in Berlin eine Anstellung als Buchhalter. Die gemeinsamen Unternehmungen mit seinem Partner Daum begannen 1712. Ihr erstes Wohn- und Geschäftsquartier war eine kleine möblierte Wohnung im Haus der Witwe Reichenau (auch Reichenow) Gertraudenstraße Ecke Grünstraße (an der Petrikirche) in Berlin. Hier begannen die vielfältigen Beziehungen zum brandenburgisch-preußischen Hofstaat. Ihr verstorbener Mann war Hofapotheker und ihr Sohn Hofmedikus. Eine familiäre Verbindung kam später mit der Heirat zwischen Splitgerber und der Tochter des Hofarztes, Johanna Dorothea, zustande.
Für die ersten größeren Geschäfte sorgte allerdings Daum auf Grund seiner militärischen und verwandtschaftlichen Wurzeln in Sachsen. An den sächsischen Kurfürsten August den Starken, der sich zu der Zeit im Großen Nordischen Krieg mit Schweden befand, wurden Kanonenkugeln und Röhren für insgesamt 66.000 Taler geliefert. 1716 begann auch die Zusammenarbeit mit dem preußischen Hof. Friedrich Wilhelm I., der Soldatenkönig, bestellte ebenfalls als erstes Artilleriemunition. Bilanz der sechs Anfangsjahre war ein bescheidener Reingewinn von 10.450 Talern.
Gottfried Daum hatte den König auf den Gedanken gebracht, eine eigene Waffenfabrik einzurichten. Die nötigen Fachkräfte wurden von Daum hauptsächlich in Lüttich unter schwierigen Umständen angeworben und ein Jahr später (1722) konnten Splitgerber und Daum die vom König eingerichtete Manufaktur pachten.

## Gemeinsame Jahre
Grundlage der Zusammenarbeit zwischen Splitgerber und Daum war der 1723 erneuerte Vertrag, der unter gegenseitiger brüderlicher Liebe geschlossen wurde. Wie vertrauensvoll die Partnerschaft war, zeigte die Regelung für den Todesfall. Dem überlebenden Teil stand das alleinige Recht der Geschäftsführung zu, während die Erben von jeder Mitwirkung auf den Gang der Geschäfte ausgeschlossen wurden.
Der Erfolg von Splitgerber & Daum ist eng verknüpft mit dem Aufstieg Preußens zur europäischen Großmacht. Die nach dem Dreißigjährigen Krieg vom Großen Kurfürsten zur Behebung des Elends begonnenen Maßnahmen in der Besiedelungspolitik und der staatlichen Förderung von Handel und Gewebe wurden von den Nachfolgern Friedrich Wilhelm I., dem Soldatenkönig und Friedrich dem Großen in verstärktem Maße fortgesetzt. Splitgerber und Daum waren zur Stelle, wenn es darum ging, auch schwierige Aufgaben mit finanziellem Risiko zu übernehmen. Sie pachteten neben der lukrativen Gewehrfabrik weitere königliche Manufakturen, die trotz großer Mühen weniger ertragreich waren. Dazu gehörten Schmieden, Hochofen-, Hütten- und Hammerwerke zur Herstellung von Kupferblechen (zur Dacheindeckung), Kupferkesseln (für Brauereien, Siedereien), Messingteilen (Behälter, Beschläge, Scharniere) und Eisen- und Stahlerzeugnissen (Scheren, Messer, Waffen). Abgesehen von der Kupfermanufaktur, die keine Konkurrenz bei Blechen und Großgefäßen zu fürchten hatte, gab es für alle Kleinprodukte wie Kannen, Töpfe, Messer und Scheren erhebliche Absatzprobleme. Gründe waren die von der Krone festgesetzten hohen Preise bei vergleichsweise geringer Qualität und der nicht einzudämmende Schmuggel und Schleichhandel mit billigerer und besserer Ware.
Ein profitables Geschäft war dagegen die gepachtete Königliche Gewehrfabrik Potsdam-Spandau, obwohl der König die Preise bestimmte und es keine kontinuierliche Produktion gab. In Zeiten der Aufrüstung und der Kriege überstieg die Nachfrage die Kapazität des Werkes, so dass Gewehre ohne Gewinn aus fremder Produktion dazugekauft werden mussten, während in Friedenszeiten die Aufträge ausblieben. Exporte ins Ausland, die außerdem genehmigt werden mussten, waren selten. Splitgerber und Daum zahlten jedoch ihrem Facharbeiterstamm die Löhne weiter. Zu diesen Schwierigkeiten kamen die schleppenden Zahlungen Friedrichs des Großen, der einmal schrieb: Der Herr wird Geld kriegen, wann es Zeit sein wird. Er und seine Konsorten belieben sich zu gedulden.
Beträchtliche Gewinne brachten die Schlesischen Kriege, die sowohl das Eigenkapitel des Handelshauses stärkten, als auch die Privatvermögen vermehrten.

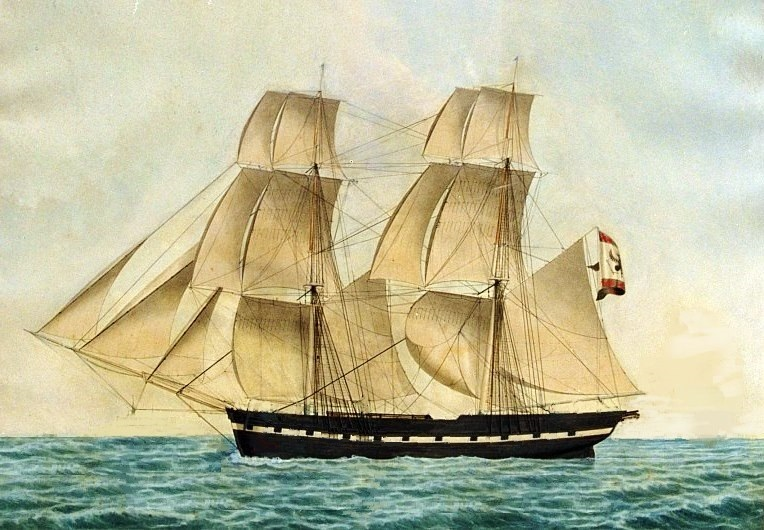
Brigg unter preußischer Flagge

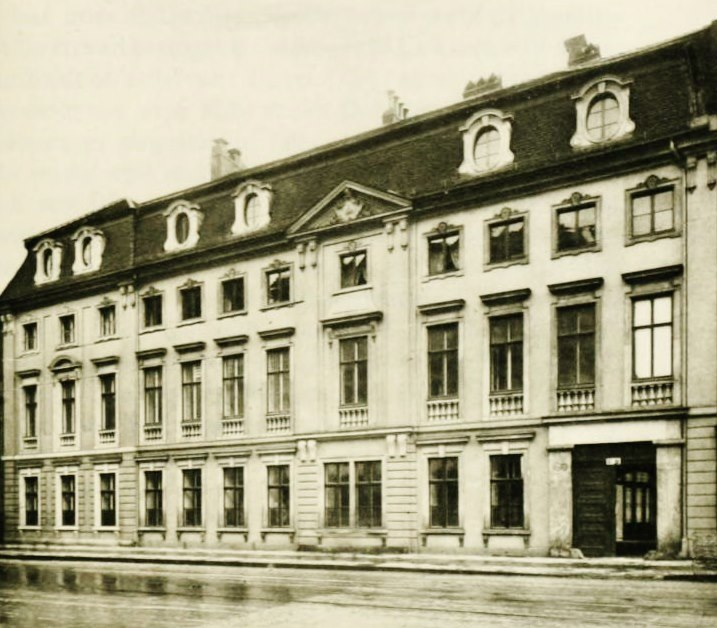
Geschäftshaus Splitgerber & Daum

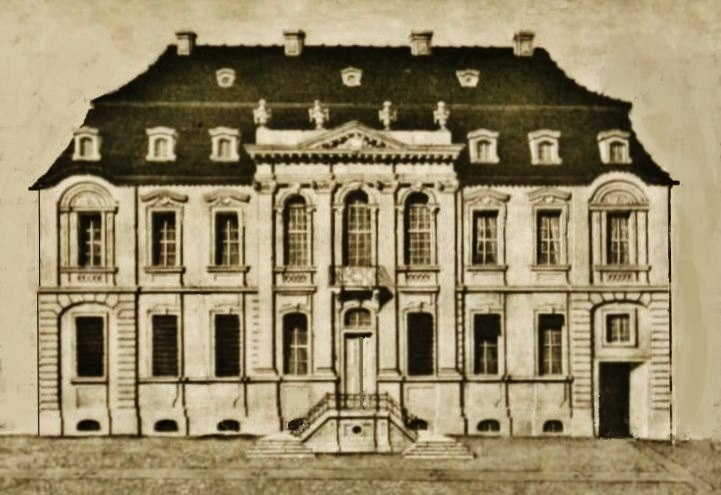
Schickler-Haus am Dönhoffplatz

Die langjährige Kooperation bei den staatlichen Unternehmungen brachten Splitgerber und Daum die Gunst der beiden Herrscher ein und sicherte ihnen im Bankgeschäft ein stetiges Wachstum. Durch den Handel mit Gold, Silber, Münzen und Wertpapieren und der Finanzierung der königlichen Vorhaben erreichten sie den Status als Hofbank. Über ihre Konten liefen die immensen Gelder für die Anwerbung von Soldaten. Der sonst so sparsame Friedrich Wilhelm I. soll allein für den Kauf der Langen Kerls über eine Million Taler ausgegeben haben. Das ertragreichste Kerngeschäft bildete jedoch stets das eigentliche Handelshaus mit Verbindung zu fast allen europäischen Handelsplätzen und eigener Hochseeflotte, die ständig aus etwa sechs Schiffen bestand. Da Verluste durch Neuanschaffungen ausgeglichen wurden, besaßen Splitgerber & Daum über die Jahre hinweg etwa zwanzig Schiffe, daneben einige Schiffsbeteiligungen und mehrere Küstenfahrzeuge.
Zeichen des Wohlstands waren der Erwerb von Immobilien an verschiedenen Standorten und der Bau eines ansehnlichen Geschäftshauses in der Gertraudenstraße 16 durch Philipp Gerlach (1735), das bis 1910 Hauptsitz blieb. 1736 bezog Gottfried Daum ein neu erbautes Haus in Potsdam und Splitgerber kaufte 1741 das später Splitgerbersches Palais genannte Haus am Quarrée (Platz vor dem Brandenburger Tor), das 1835 zur französischen Botschaft wurde (heute Pariser Platz mit dem Neubau der Botschaft). Außerdem gab es weiteren Grundbesitz in Potsdam und Stralau. Die Fertigstellung seines Berliner Hauses in der Breitestraße erlebte Daum nicht mehr. Er starb 1743.

## Alleinherrschaft Splitgerbers
Wie es der Vertrag von 1723 vorsah, führte Splitgerber das Handelshaus allein weiter. Durch den Erbfall erhielt es den neuen Namen „Splittgerber und Daumsche Erben“. Der Tod Daums scheint bei Splitgerber, der zu diesem Zeitpunkt selbst bereits 62 Jahre alt war, Überlegungen zur Nachfolge ausgelöst zu haben, zumal sich bei seinem Sohn, David jun., anderweitige Talente zeigten. Er stellte Nachwuchskräfte ein und verheiratete einige Jahre später seine beiden unmündigen Töchter an die fähigsten Männer. Der eine war Johann Jacob Schickler, der andere Friedrich Heinrich Berendes.
Während der nächsten zwanzig Jahre unter der Führung Splitgerbers wurden Zuckerfabriken gegründet und dazugekauft, verloren gegangene Schiffe ersetzt, Lagerhäuser an wichtigen Handelsplätzen errichtet und weitere Immobilien erworben, so das später Schickler-Haus genannte Gebäude am Dönhoffplatz (1746). 1760 kaufte er das Rittergut Lichterfelde bei Eberswalde und die Meierei in Charlottenburg.

## Splitgerber als Gartenliebhaber
Gleich bei Gründung des Handelshauses hatte Splitgerber ein separates Gartenkonto eingerichtet. Die von ihm angelegten, erweiterten und verschönerten Gärten waren Sehenswürdigkeiten. Der Garten hinter seinem Haus am Brandenburger Tor reichte bis zur Spree. Erst später wurde das Grundstück mehrmals geteilt und beherbergt heute auf dem vorderen Teil die französische Botschaft. 1746 gestaltete er den Garten des Hauses am Dönhoffplatz.
Von den Truchsess-Waldburgschen Erben kaufte er 1748 den Garten, der auf dem Gelände der Bastion VII der ehemaligen Stadtbefestigung entstanden war. Friedrich der Große schenkte den Rest der Bastion dazu und Splitgerber konnte den Barockgarten anlegen, der heute Teil des Köllnischen Parks mit dem Bärenzwinger ist. 1756 verschönerte er sein Landgut in Strahlau.

## Tod und Nachfolgeregelung
Splitgerber starb am 23. Februar 1764. Er hatte seine Frau und die beiden Töchter überlebt, so dass bei seinem Tod neben dem Sohn David seine vier Enkelsöhne erbten, darunter David Schickler, der später die Geschicke des Hauses lenkte. Die Schwiegersöhne Splitgerbers wurden zu Nachfolgern in der Geschäftsführung bestimmt, die zu einer Troika ausgebildet wurde. Als dritten Geschäftsführer setzte Splitgerber seinen Neffen David Friedrich Splitgerber ein, den er aus England hatte kommen lassen. Der eigene Sohn war von der Geschäftsführung ausgeschlossen worden. Splitgerber galt seinen Zeitgenossen als der reichste Mann Preußens. Sein Kapitalanteil am Handlungshaus betrug bei seinem Tode 650.000 Thaler.